# Nexhmije Hoxha
Nexhmije Hoxha, född Xhuglini den 8 februari 1921 i Bitola, Jugoslavien (nu Nordmakedonien), död 26 februari 2020 i Tirana, var en albansk politiker. Hon var gift med landets ledare Enver Hoxha från 1945 till hans död 1985.

## Biografi
Nexhmije Hoxha studerade till skollärare vid Drottningmoderns Pedagogiska Institut i Tirana. Hon anslöt sig 1941 till Albaniens kommunistiparti. Hon valdes 1943 till sekretariatet inom dess kvinnoförbund, och var des ordförande 1946–1952. Under andra världskriget stred hon med den kommunistiska motståndsrörelsen mot italienska fascister och tyska nazister. 
Hon mötte Enver Hoxha 1942 och paret gifte sig 1945. Efter kriget blev maken landets premiärminister och ledaren för Albaniens kommunistparti. Hon valdes som ledamot av Albaniens nationalförsamling 1948, blev medlem i partiets centralkommitté 1952. Hon ledde från 1966 partiets institut för marxist-leninistiska studier, med ansvar för ideologi och propaganda. Graden av hennes samarbete med hemliga polisen, Sigurimi, har blivit föremål för diskussioner. Hon tillhörde det fåtal hustrur till kommunistblockets ledare som själva hade en formell maktposition.  
Efter makens död 1985 valdes Nexhmije Hoxha till ledare för paraplyorganisationen Albaniens demokratiska front, men avsattes 1990. Efter att Albaniens arbetarparti 1991 ombildades till socialdemokratiska Albaniens socialistparti blev Hoxha medlem i det nybildade Albaniens kommunistiska parti. Hon arresterades 1991 och dömdes 1993 till elva års fängelse för förskingring och korruption. Hon avtjänade ett femårigt fängelsestraff  och frigavs 1997. 
Hon utgav 1998 sina memoarer.